# Комаров Віктор Володимирович
Віктор Володимирович Комаров (прізвисько «Піфа»; нар. 7 січня 1961, Свердловськ, РРФСР, СРСР) — радянський і російський музикант, учасник гуртів «Наутилус Помпилиус», «Настя» та ін.

## Біографія
Прізвисько «Піфа» придумали його батьки, коли він у 3-х річному віці прийшов на ялинку в костюмі пса зі сторінок газети французьких комуністів «L'Humanité», на ім'я Піф.
Закінчив Свердловське музичне училище ім. Чайковського, Свердловський архітектурний інститут.
Однокурсник творців Наутілуса, а потім і учасник гурту ще у студентському його вигляді. За тиждень до початку запису «Невидимки» на початку 1985 року Бутусов та Умецький запросили Віктора до групи у ролі клавішника.
|                          | В інституті Піфа щось «нарізав» на роялі, і ми, природно, вирішили, що він великий піаніст. Коли ми його запросили, то з'ясувалося, що він, можливо, і не дуже сильний виконавець, але зате — великий прикольщик |
| — за спогадами Бутусова. | |

Паралельно грі в НАУ Комаров працював конторським робітником у Головпостачі. Відрізнявся на тлі групи тим, що краще за інших умів справлятися з синтезатором «Yamaha» і був власником автомобіля ВАЗ-21011 «Жигулі», який також носив неформальне прізвисько «Блакитний мул».
Був клавішником гурту аж до розпаду «зоряного» складу 1988-го. Працював з «Настею» та Олексієм Могилевським у його проєкті «Асоціація сприяння поверненню заблудлої молоді на шлях чесноти». У 1989-90 роках грав у складі групи Олександра Тропиніна «Траппа».
Живе в Єкатеринбурзі.
З січня 2016 року — учасник музичного колективу «НАМБАТУ» (клавіші, бек-вокал).